# Die zwölf Jäger
Die zwölf Jäger ist ein Märchen (ATU 884, 313). Es steht in den Kinder- und Hausmärchen der Brüder Grimm an Stelle 67 (KHM 67). In der 1. Auflage hieß es Der König mit dem Löwen.

## Inhalt

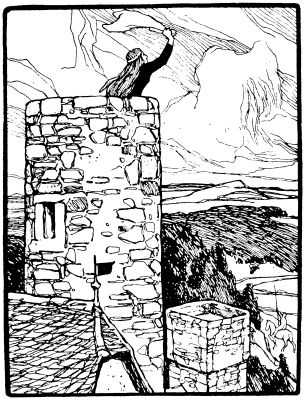
Illustration von Otto Ubbelohde, 1909

Ein Königssohn gibt seiner Braut einen Ring zum Andenken, als er zu seinem sterbenden Vater reiten muss. Der nimmt ihm das Versprechen ab, eine andere zu heiraten. Die erste Braut lässt sich von ihrem Vater elf Jungfrauen zur Seite stellen, die ihr völlig gleichen, und reitet mit ihnen in Jägerkleidern zu ihrem Geliebten. Er nimmt sie in Dienst, weil sie ihm gefallen. Sein weiser Löwe durchschaut die Verkleidung und lässt ihn zum Beweis einmal Erbsen ins Vorzimmer ausstreuen und einmal zwölf Spinnräder aufstellen. Aber ein Diener verrät es der Braut, und sie weist die Mädchen an, fest auf die Erbsen zu treten und die Spinnräder nicht anzusehen, so dass der König dem Löwen nicht mehr glaubt. Als sie zusammen jagen und es heißt, die Braut des Königs käme, fällt die rechte Braut ohnmächtig vom Pferd. Der König will helfen, zieht ihr den Handschuh aus, sieht den Ring, erkennt sie, küsst sie und verspricht ihr Treue: „Du bist mein und ich bin dein, und kein Mensch auf der Welt kann das ändern.“ Der anderen Braut lässt er ausrichten, „er habe schon eine Gemahlin, und wer einen alten Schlüssel wiedergefunden habe, brauche den neuen nicht.“

## Herkunft

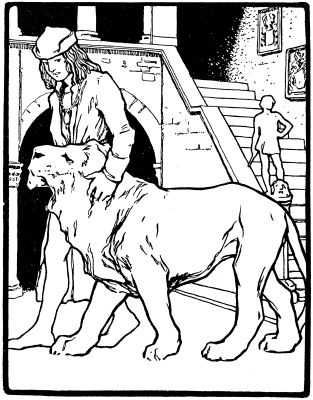
Illustration von Otto Ubbelohde, 1909

In der 1. Auflage von 1812 hieß das Märchen Der König mit dem Löwen, ab der 2. Auflage von 1819 steht es mit wenigen Änderungen unter dem jetzigen Titel. Man nimmt an, dass es von Jeanette Hassenpflug stammt, wie sich Wilhelm Grimm in sein Handexemplar notierte. Die Redensart, dass es der ersten Braut „fast das Herz abstieß“, stammt ursprünglich aus der Rechtspraxis. „Du bist mein, und ich bin dein“ ist eine in mittelalterlicher und späterer Volksliteratur häufige Verlobungsformel (vgl. KHM 94, 127). Das Schlüsselgleichnis erinnert an das mittelhochdeutsche Eingangsgedicht zu Des Minnesangs Frühling.
Grimms Anmerkung vermerkt zur Herkunft „aus Hessen“ und nennt zum Motiv der vergessenen ersten Braut, für dessen häufiges Vorkommen in Sagen „der Grund tief liegt“, die Kinder- und Hausmärchen Der Liebste Roland und Das singende springende Löweneckerchen, „Duschmanta vergißt die Sacontala und Sigurd die Brünhild“, in Basiles Pentameron 3,6 Der Knoblauchwald. Weitere Beispiele wären Grimms De beiden Künigeskinner, Der Eisenofen, Der Trommler, Die wahre Braut, Prinz Schwan, ferner Die Nixe im Teich, bei Ludwig Bechstein Siebenschön. Vgl. zur Frau in Männerkleidern auch in Ulrich Jahns Volksmärchen aus Pommern und Rügen Nr. 32 Der Pilger, zum Schlüsselgleichnis Nr. 54 Die Maränen, Nr. 56 Die Königin von Siebenbürgen.

## Deutung
Für den Anthroposophen Rudolf Meyer sind die Jungfrauen unverdunkelte Seelenkräfte, die sich als Truggestalt nähern müssen, was der Löwe, die Weisheit der Herzenskräfte durchschaut. Das Spinnrad, vielleicht Zeichen von Häuslichkeit, deutet laut Friedel Lenz auf einen Denkprozess. Der Ring als ewiges Eheversprechen oder Erkennungszeichen kommt auch vor in Die sieben Raben, Die Rabe, Der Bärenhäuter, ferner indirekt in Der Räuberbräutigam, Die drei Federn, Jorinde und Joringel, Die Alte im Wald. Der Jäger ist tiefenpsychologisch sexuell deutbar (wie in Der gelernte Jäger, Die Nixe im Teich), ausgestreute Erbsen Symbol für Fruchtbarkeit. Walter Scherf fehlt hier die Vorgeschichte, ein Tierbräutigammärchen wie Froschkönig. Die Prüfungen sind Versatzstücke aus Schwänken. Die Verkleidung sei oft, weil die Frau schwanger ist (Das Schlangenkind, Johann Georg von Hahns Griechische und albanesische Märchen, Teil 2, Nr. 100), oder sie hat Reifen um den Leib (Die schöne Krügerstochter, Elisabeth Lemkes Volksthümliches in Ostpreußen, Band 2, Nr. 26). Das Gleichnis vom alten und vom neuen Schlüssel dient in vielen Märchen als Rechtfertigung der Brautwahl des Helden oder seiner Wahl als Bräutigam. Laut Hans-Jörg Uther kann man die Proben als Vorform der Detektivliteratur ansehen.